# Foieni (gmina)
Foieni – gmina w Rumunii, w okręgu Satu Mare. Obejmuje miejscowości tylko jedną  miejscowość Foieni. W 2011 roku liczyła 1840 mieszkańców.